# Virgin Suicides (roman)
Pour les articles homonymes, voir Virgin Suicides.
Virgin Suicides (titre original : The Virgin Suicides) est le premier roman de l'auteur américain Jeffrey Eugenides, publié en 1993. Le roman est paru pour la première fois en français en 1995 sous le titre Les Vierges suicidées. Après le succès de l'adaptation cinématographique de Sofia Coppola, une nouvelle édition française est parue en 2000 sous le titre Virgin suicides.

## Résumé
Le roman raconte l'histoire des sœurs Lisbon, issues d'une famille puritaine de Grosse Pointe, une banlieue aisée de Détroit, dans les années 1970. Ronnie, professeur de mathématiques, et sa femme ont cinq filles : Cecilia (13 ans), Lux (14 ans), Bonnie (15 ans), Mary (16 ans) et Therese (17 ans).
La vie de ce foyer apparemment sans histoire est bouleversée lorsque Cecilia attente à sa vie en se coupant les veines, puis quelques semaines plus tard se suicide en se jetant de la fenêtre de sa chambre.
Tentant de reprendre en main la situation, la mère déscolarise ses filles pour les couper de l'influence d'un monde néfaste. Le roman raconte les tentatives des jeunes voisins des sœurs Lisbon pour entrer en communication avec elles, et surtout pour comprendre, des années plus tard, le mystère de ces jeunes filles inconnues.